# Maiakî, Bârzula
Maiakî (în ucraineană Маяки) este un sat în comuna Ocna din raionul Bârzula, regiunea Odesa, Ucraina.

## Demografie
Componența lingvistică a localității Maiakî
     Ucraineană (91,98%)
     Română (4,4%)
     Rusă (3,14%)
     Alte limbi (0,16%)
Conform recensământului din 2001, majoritatea populației localității Maiakî era vorbitoare de ucraineană (91,98%), existând în minoritate și vorbitori de română (4,4%) și rusă (3,14%).

## Istorie
În timpul celui de-al Doilea Război Mondial o parte din IAP-55 s-a aflat la Maiakî, pe baza aeriană avansată a aerodromului militar Bălți din Singureni.